# Огњен Лукић
Огњен Лукић (Смедерево, 4. јула 2003) српски је фудбалски голман који тренутно наступа за Ремс.

## Каријера
Лукић је фудбал почео да тренира у Михајловцу, а касније наставио у екипи Смедерева. Са непуних 14 година постао је члан београдске Црвене звезде. Ту је провео више од три године у млађим клупским селекцијама и био међу пријављеним за УЕФА Лигу младих 2019, а јесењи део 2020. године наступао је за омладинску екипу Графичара. Почетком фебруара наредне године потписао је за Раднички из Крагујевца. Јавности га је представио спортски директор Славко Перовић. После повреде стандардног вратара, Лазара Раичевића, у клуб је дошао и Никола Степановић. Лукић је дебитовао је на отварању другог дела такмичарске 2020/21. у Првој лиги Србије, када је сачувао своју мрежу на гостовању Железничару у Панчеву где је Раднички остварио победу минималним резултатом. На тој утакмици наступио је у својству једног од двоје обавезних бонус играча. Одмах затим, следећег викенда, Лукић је бранио и против лесковачке Дубочице на сусрету који је завршен без погодака. На трећој узастопној утакмици, против последњепласиране Слоге у Краљеву, Лукић је поново сачувао своју мрежу. После пет везаних утакмица без примљеног поготка, екипи Радничког је први гол дао београдски ИМТ, односно играч тог клуба Огњен Димитрић. У следећем колу Лукића је савладао саиграч Александар Варјачић, за минимални пораз крагујевачког тима на гостовању Радничком у Пироту. Лукић је бранио на свим утакмицама до краја сезоне. Несавладан је остао још у ремију без погодака са Кабелом, те минималним победама над Лозницом и Трајалом. Био је у саставу и против Борца на утакмици која је прекинута при резултату 0 : 0 и службено регистрована у корист домаћег тима. Освајањем првог места на табели Прве лиге, Лукић је са Радничким остварио пласман у највиши степен фудбалског такмичења у Србији. Услед повреде колена, Лукић је остао ван такмичарског погона на почетку нове сезоне у Суперлиги Србије. У састав се вратио против Војводине у 14. колу тог такмичења, док је недељу дана касније бранио и против Црвене звезде.
Лукић је почетком августа 2022. године потписао петогодишњи уговор са Ремсом. Према писању медија, вредност обештећења износила је 500 хиљада евра уз проценте од наредне продаје. Део обештећења, према ранијем договору, припао је и његовом бившем клубу, Црвеној звезди.

## Репрезентација
Лукић је за кадетску репрезентацију Србије дебитовао против одговарајуће селекције Уједињених Арапских Емирата у августу 2019. године. Месец дана касније уврштен је у састав за квалификациони циклус за Европско првенство. У саставу екипе тог узраста био је до наредне године, док је завршница такмичења отказана услед пандемије ковида 19. У марту 2021. позван је на окупљање млађе омладинске репрезентације. У априлу исте године, Лукић је бранио на контролној утакмици омладинске репрезентације са комбинованом екипом из ТСЦ Бачке Тополе. У јуну је дебитовао за ту селекцију, на пријатељском сусрету са вршњацима из Румуније. На почетку квалификације за Европско првенство, у новембру исте године, бранио је у победи над Северном Македонијом у Елбасану. Бранио је на све три утакмице завршне фазе квалификација и са омладинском екипом Србије у јуну 2022. остварио пласман на Европско првенство. Наступио је на сва три сусрета у групној фази, после које је екипа Србије окончала своје учешће. Селектор младе репрезентације Србије, Горан Стевановић, упутио је Илићу позив за пријатељску утакмицу са Бугарском у септембру 2022.

## Статистика

### Клупска
Ажурирано 29. септембра 2022.
|                     |          |                        |    |   |   |   |   |   |   |   |    |   |  |  |
| Раднички Крагујевац | 2020/21. | Прва лига Србије       | 17 | 0 | — | — | — | — | — | — | 17 | 0 |  |  |
| Раднички Крагујевац | 2021/22. | Суперлига Србије       | 22 | 0 | 0 | 0 | — | — | 2 | 0 | 24 | 0 |  |  |
| Раднички Крагујевац | 2022/23. | Суперлига Србије       | 1  | 0 | — | — | — | — | — | — | 1  | 0 |  |  |
| Раднички Крагујевац | Укупно   | Укупно                 | 40 | 0 | 0 | 0 | — | — | 2 | 0 | 42 | 0 |  |  |
|                     |          |                        |    |   |   |   |   |   |   |   |    |   |  |  |
| Ремс                | 2022/23. | Лига 1                 | 0  | 0 | 0 | 0 | — | — | — | — | 0  | 0 |  |  |
|                     |          |                        |    |   |   |   |   |   |   |   |    |   |  |  |
| Ремс II             | 2022/23. | Четврта лига Француске | 1  | 0 | — | — | — | — | — | — | 1  | 0 |  |  |
|                     |          |                        |    |   |   |   |   |   |   |   |    |   |  |  |
| Каријера            | Каријера | Каријера               | 41 | 0 | 0 | 0 | — | — | 2 | 0 | 43 | 0 |  |  |
|                     |          |                        |    |   |   |   |   |   |   |   |    |   |  |  |

### Утакмице у дресу репрезентације
| Репрезентација Србије у узрасту до 17 година старости | Репрезентација Србије у узрасту до 17 година старости                    | Репрезентација Србије у узрасту до 17 година старости                    | Репрезентација Србије у узрасту до 17 година старости                    | Репрезентација Србије у узрасту до 17 година старости                    | Репрезентација Србије у узрасту до 17 година старости                    | Репрезентација Србије у узрасту до 17 година старости                    | Репрезентација Србије у узрасту до 17 година старости | Репрезентација Србије у узрасту до 17 година старости | Репрезентација Србије у узрасту до 17 година старости |
| #                                                     | Датум                                                                    | Такмичење                                                                | Локација                                                                 | Домаћин                                                                  | Резултат                                                                 | Гост                                                                     | Гол                                                   | Реф.                                                  |                                                       |
| ----------------------------------------------------- | ------------------------------------------------------------------------ | ------------------------------------------------------------------------ | ------------------------------------------------------------------------ | ------------------------------------------------------------------------ | ------------------------------------------------------------------------ | ------------------------------------------------------------------------ | ----------------------------------------------------- | ----------------------------------------------------- | ----------------------------------------------------- |
| 1.                                                    | 20. август 2019.                                                         | Пријатељска утакмица                                                     | Кућа фудбала, Стара Пазова                                               | Србија                                                                   | 2 : 0                                                                    | Уједињени Арапски Емирати                                                |                                                       | [ 29 ]                                                |                                                       |
| 1                                                     | Укупан број утакмица, постигнутих погодака и минута проведених на терену | Укупан број утакмица, постигнутих погодака и минута проведених на терену | Укупан број утакмица, постигнутих погодака и минута проведених на терену | Укупан број утакмица, постигнутих погодака и минута проведених на терену | Укупан број утакмица, постигнутих погодака и минута проведених на терену | Укупан број утакмица, постигнутих погодака и минута проведених на терену | 0                                                     |                                                       |                                                       |

| Репрезентација Србије у узрасту до 19 година старости | Репрезентација Србије у узрасту до 19 година старости                    | Репрезентација Србије у узрасту до 19 година старости                    | Репрезентација Србије у узрасту до 19 година старости                    | Репрезентација Србије у узрасту до 19 година старости                    | Репрезентација Србије у узрасту до 19 година старости                    | Репрезентација Србије у узрасту до 19 година старости                    | Репрезентација Србије у узрасту до 19 година старости | Репрезентација Србије у узрасту до 19 година старости | Репрезентација Србије у узрасту до 19 година старости |
| #                                                     | Датум                                                                    | Такмичење                                                                | Локација                                                                 | Домаћин                                                                  | Резултат                                                                 | Гост                                                                     | Гол                                                   | Реф.                                                  |                                                       |
| ----------------------------------------------------- | ------------------------------------------------------------------------ | ------------------------------------------------------------------------ | ------------------------------------------------------------------------ | ------------------------------------------------------------------------ | ------------------------------------------------------------------------ | ------------------------------------------------------------------------ | ----------------------------------------------------- | ----------------------------------------------------- | ----------------------------------------------------- |
| 1.                                                    | 7. јун 2021.                                                             | Пријатељска утакмица                                                     | Кућа фудбала, Стара Пазова                                               | Србија                                                                   | 1 : 0                                                                    | Румунија                                                                 |                                                       | [ 36 ]                                                |                                                       |
| 2.                                                    | 10. новембар 2021.                                                       | Квалификације за Европско првенство                                      | Елбасан Арена, Елбасан                                                   | Северна Македонија                                                       | 1 : 2                                                                    | Србија                                                                   |                                                       | [ 37 ]                                                |                                                       |
| 3.                                                    | 13. новембар 2021.                                                       | Квалификације за Европско првенство                                      | Елбасан Арена, Елбасан                                                   | Албанија                                                                 | 2 : 2                                                                    | Србија                                                                   |                                                       | [ 49 ]                                                |                                                       |
| 4.                                                    | 16. новембар 2021.                                                       | Квалификације за Европско првенство                                      | Егнатиа, Рогозине                                                        | Србија                                                                   | 1 : 2                                                                    | Француска                                                                |                                                       | [ 50 ]                                                |                                                       |
| 5.                                                    | 1. јун 2022.                                                             | Квалификације за Европско првенство                                      | Јанмар стадион, Алмере                                                   | Холандија                                                                | 1 : 2                                                                    | Србија                                                                   |                                                       | [ 51 ]                                                |                                                       |
| 6.                                                    | 4. јун 2022.                                                             | Квалификације за Европско првенство                                      | Спортпарк Зегерслот                                                      | Украјина                                                                 | 1 : 1                                                                    | Србија                                                                   |                                                       | [ 52 ]                                                |                                                       |
| 7.                                                    | 7. јун 2022.                                                             | Квалификације за Европско првенство                                      | Спортпарк Јулиана                                                        | Србија                                                                   | 3 : 2                                                                    | Норвешка                                                                 |                                                       | [ 38 ]                                                |                                                       |
| 8.                                                    | 19. јун 2022.                                                            | Европско првенство                                                       | Стадион ФК Похрон, Жјар на Хрону                                         | Србија                                                                   | 2 : 2                                                                    | Израел                                                                   |                                                       | [ 53 ]                                                |                                                       |
| 9.                                                    | 22. јун 2022.                                                            | Европско првенство                                                       | СНП, Банска Бистрица                                                     | Енглеска                                                                 | 4 : 0                                                                    | Србија                                                                   |                                                       | [ 54 ]                                                |                                                       |
| 10.                                                   | 25. јун 2022.                                                            | Европско првенство                                                       | СНП, Банска Бистрица                                                     | Аустрија                                                                 | 3 : 2                                                                    | Србија                                                                   |                                                       | [ 39 ]                                                |                                                       |
| 10                                                    | Укупан број утакмица, постигнутих погодака и минута проведених на терену | Укупан број утакмица, постигнутих погодака и минута проведених на терену | Укупан број утакмица, постигнутих погодака и минута проведених на терену | Укупан број утакмица, постигнутих погодака и минута проведених на терену | Укупан број утакмица, постигнутих погодака и минута проведених на терену | Укупан број утакмица, постигнутих погодака и минута проведених на терену | 0                                                     |                                                       |                                                       |

## Трофеји и награде

### Екипно
Раднички Крагујевац
- Прва лига Србије : 2020/21.[22]